# 1356
| [ Edytuj tabelę ]                          |                                                                                   |
| Król Polski                                | - 1333 Kazimierz III Wielki 1370                                                  |
| Król Albanii                               | - 1332 Robert 1364                                                                |
| Współksiążęta Andory                       | - 1351 Hug Desbac 1361 - 1343 Gaston III 1391                                     |
| Król Anglii                                | - 1327 Edward III 1377                                                            |
| Król Aragonii i Walencji, hrabia Barcelony | - 1336 Piotr IV Aragoński 1387                                                    |
| Władca Azteków                             | - 1325 Tenoch 1376                                                                |
| Elektor Brandenburgii                      | - 1356 Ludwik VI Rzymianin 1365                                                   |
| Książę Bawarii                             | - 1347 Stefan II 1375                                                             |
| Margrabia Brandenburgii                    | - 1351 Ludwik Młodszy 1356                                                        |
| Książę Burgundii                           | - 1349 Filip I z Rouvres 1361                                                     |
| Cesarz Bizancjum                           | - 1355 Jan V Paleolog 1376                                                        |
| Car Bułgarii                               | - 1331 Iwan Aleksander 1371 - 1356 Iwan Stracimir 1396                            |
| Cesarz Chin                                | - 1333 Huizong 1368                                                               |
| Król Cypru                                 | - 1324 Hugo IV 1359                                                               |
| Król Czech                                 | - 1346 Karol IV Luksemburski 1378                                                 |
| Król Danii                                 | - 1340 Waldemar Atterdag 1376                                                     |
| Władca Egiptu                              | - 1354 An-Nasir Hasan 1361                                                        |
| Cesarz Etiopii                             | - 1344 Nyuaje Krystos 1372                                                        |
| Król Francji                               | - 1350 Jan II Dobry 1364                                                          |
| Król Gruzji                                | - 1346 Dawid IX 1360                                                              |
| Hrabia Holandii                            | - 1346 Wilhelm V 1358                                                             |
| Cesarz Japonii                             | - 1339 Go-Murakami 1368                                                           |
| Kalif                                      | - 1352 Al-Mu’tadid I 1362                                                         |
| Król Kastylii i Leónu                      | - 1350 Piotr I Okrutny 1369                                                       |
| Patriarcha Konstantynopola                 | - 1355 Kalikst I 1363                                                             |
| Władca Korei                               | - 1351 Kongmin 1374                                                               |
| Wielki książę litewski                     | - 1345 Olgierd 1377                                                               |
| Cesarz Majapahitu                          | - 1350 Hajam Wuruk 1389                                                           |
| Sułtan Maroka                              | - 1350 Abu Inan Faris 1358                                                        |
| Książę Mediolanu                           | - 1354 Galeazzo II 1378 - 1354 Bernabò 1385                                       |
| Senior Monako                              | - 1338 Karol I 1357 - 1352 Rainier II 1357 - 1352 Antoni 1357 - 1352 Gabriel 1357 |
| Wielki książę moskiewski                   | - 1353 Iwan II Piękny 1359                                                        |
| Król Nawarry                               | - 1349 Karol II Zły 1387                                                          |
| Król Norwegii                              | - 1343 Haakon VI Magnusson 1380                                                   |
| Elektor Palatynatu                         | - 1356 Ruprecht I 1390                                                            |
| Hrabia Palatynatu                          | - 1353 Ruprecht I Wittelsbach 1356                                                |
| Papież                                     | - 1352 Innocenty VI 1362                                                          |
| Król Portugalii                            | - 1325 Alfons IV 1357                                                             |
| Cesarz Rzymski (niemiecki)                 | - 1346 Karol IV Luksemburski 1378                                                 |
| Książę Saksonii                            | - 1298 Rudolf I 1356                                                              |
| Kapitanowie Regenci San Marino             | - 1356 Gioagnolo di Acaptolo Paolo di Ceccolo 1356                                |
| Car Serbii                                 | - 1355 Stefan Urosz V Nijaki 1371                                                 |
| Elektor Saksonii                           | - 1356 Rudolf II Askańczyk 1370                                                   |
| Król Szkocji                               | - 1329 Dawid II Bruce 1371                                                        |
| Król Szwecji                               | - 1319 Magnus Eriksson 1363                                                       |
| Król Tajlandii                             | - 1350 Ramathibodi I 1369                                                         |
| Sułtan Turków                              | - 1324 Orchan 1360                                                                |
| Doża Wenecji                               | - 1355 Giovanni Gradenigo 1356 - 1356 Giovanni Delfino 1361                       |
| Król Węgier                                | - 1342 Ludwik Andegaweński 1382                                                   |
| Wielki mistrz zakonu krzyżackiego          | - 1351 Winrich von Kniprode 1382                                                  |

Rok 1356 / MCCCLVI
stulecia: XIII wiek ~
XIV wiek ~
XV wiek

lata: 1346 «
1351 «
1352 «
1353 «
1354 «
1355 «
1356
» 1357
» 1358
» 1359
» 1360
» 1361
» 1366

## Wydarzenia w Polsce
- 23 kwietnia – odbyła się uroczystość konsekracji kościoła farnego św. Bartłomieja Apostoła w Płocku.
- 17 czerwca – Lwów uzyskał od Kazimierza Wielkiego prawa miejskie (Prawo magdeburskie).
- 5 października – Kazimierz Wielki powołał do życia Sąd Wyższy Prawa Niemieckiego na zamku krakowskim, którego zadaniem było rozstrzyganie spraw spornych w miastach królewskich, w miejsce dotychczasowego odwoływania się do sądów niemieckich (w Magdeburgu lub Lubece).
- 5 października – król ustanowił Sąd Sześciu Miast, w którym ławnicy z Wieliczki zasiadali na równi z ławnikami z Krakowa, Olkusza, Kazimierza, Sącza i Bochni.
- Sierpc uzyskał prawa miejskie. Lokacja na Prawie magdeburskim.
- erygowanie przez arcybiskupa Jarosław z Bogorii i Skotnik kościoła w Łasku – pierwsza wzmianka o wsi, acz jeszcze bez wymienienia jej nazwy.

## Wydarzenia na świecie
- 10 stycznia – w Norymberdze oraz 25 grudnia w Metzu – cesarz Karol IV Luksemburski ogłosił tzw. Złotą Bullę regulującą podstawowe zasady ustrojowe Świętego Cesarstwa Rzymskiego. Zasady te obowiązywały do 1806 r.
- 1 maja – cesarz Karol IV i król Kazimierz III Wielki podpisali Układ praski, będący odnowieniem Pokoju namysłowskiego z 1348 roku.
- 19 września – wojna stuletnia: w bitwie pod Poitiers Anglicy pokonali Francuzów.
- 18 października – trzęsienie ziemi w Bazylei.
- 25 grudnia – cesarz Karol IV ogłosił w Metz drugą część tzw. Złotej Bulli, która regulowała podstawowe zasady ustrojowe Świętego Cesarstwa Rzymskiego. Pierwsza część została ogłoszona 10 stycznia w Norymberdze.

## Zmarli
- 19 czerwca – Michalina Metelli, włoska tercjarka franciszkańska, błogosławiona katolicka (ur. ok. 1300)
- 23 czerwca – Małgorzata II, hrabina Hainaut, cesarzowa, żona Ludwika IV Bawarskiego (ur. 1311)
- 8 sierpnia – Giovanni Gradenigo, doża Wenecji (ur. ?)